# Гуиндани, Гаетано Камилло
Гаэтано Камилло Гуиндани (20 сентября 1834, Кремона, Ломбардия, Италия — 21 октября 1904, Бергамо, Италия — итальянский прелат, Ординарий епархии Борго Сан Доннино, затем — ординарий епархии Бергамо.

## Биография
Выпускник Папского григорианского университета. После рукоположения преподавал в лицее и был профессором догматического богословия и ректором в семинарии в Кремоне.
С 1872 — генеральный викарий епархии Кремоны.
23 декабря 1872 — назначен епископом в Борго Сан — Доннино.
Был свидетелем столкновения между Святым Престолом и Королевством Италии из-за притязаний на территорию Папского государства и обмирщения народного уклада жизни.
В 1880 — переведен в епархию Бергамо, где применял гораздо более легкий и свободный подход к управлению епархией, часто делегируя полномочия своему генеральному викарию и предоставляя епархиальному духовенству определённую автономию.